# マルエー食糧
株式会社マルエー食糧（マルエーしょくりょう）は、大阪府八尾市に本社を置く、主に米・無菌包装米飯の宅配販売をおこなう企業である。愛称はお米のマルエー。

## テレビCM
2001年から2011年まで和食料理家道場六三郎を起用したテレビCMが放送された。現在はお米のマルエーのイメージキャラクターおコメちゃんを起用したアニメのテレビCMが放送されている。
2021年からは将棋棋士の杉本昌隆がイメージキャラクターに起用され、将棋大会へのスポンサードも行っている。

## テレビ番組
- 関西テレビ「快傑えみちゃんねる」:スタジオ観覧者全員に特選1.5kgをプレゼントしていた。
- 朝日放送「クイズ紳助くん」:クイズ正解の獲得商品として特選50kgやいいおこめ50kgが提供されていたが、島田紳助の芸能界引退に伴い番組は打ち切られた。